# Johann Friedrich Nolte

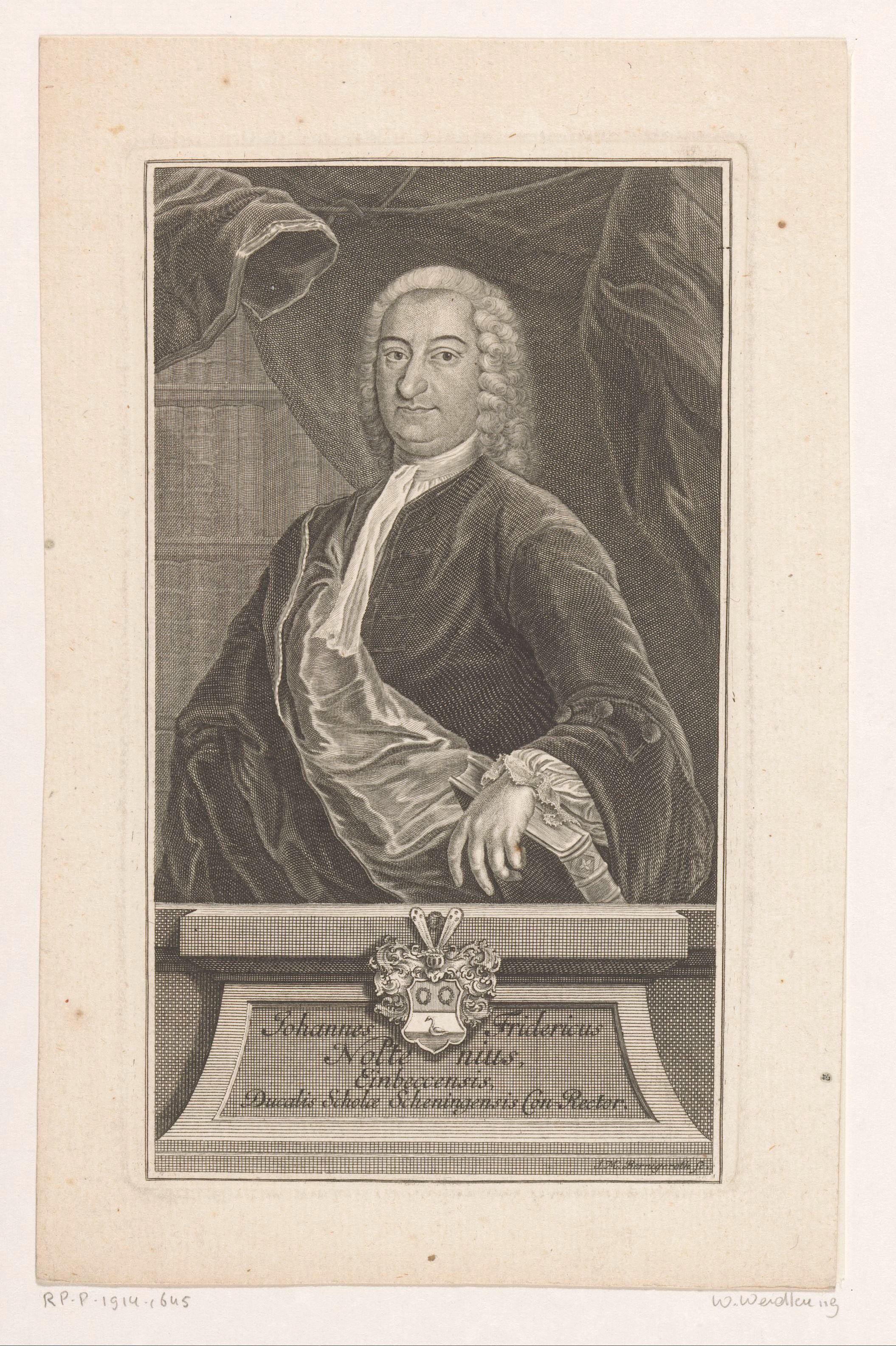
Porträt von Johann Friedrich Nolte

Johann Friedrich Nolte (* 15. Juli 1694 in Einbeck im Fürstentum Grubenhagen; † 12. Juni 1754 in Schöningen) war ein deutscher Pädagoge und Philologe.

## Leben
Johann Friedrich Nolte war der Sohn von Paul Martin Nolte (* 1. August 1668; † Dezember 1716), Schulrektor in Einbeck und ab 1695 in Wolfenbüttel; 1700 Konrektor und 1707 Rektor am Lyzeum Schöningen, und dessen erster Ehefrau Anna Dorothea (geb. Betten) (* 1622, † 1701). Aus der zweiten Ehe seines Vaters mit Elisabeth Dorothea Büttner hatte er noch einen Halbbruder,  Rudolf August Nolte, braunschweigischer Jurist und Lokalhistoriker.
Er besuchte das Lyzeum in Schöningen, an dem sein Vater Rektor war; weil es diesem jedoch notwendig erschien, dass sein Sohn vor einem Universitätsstudium eine weitere schulische Ausbildung erhielt, kam er 1711 auf das Gymnasium Martineum in Braunschweig. An dieser Schule fiel er durch sein geschicktes öffentliches Auftreten dem Herzog Ernst Ferdinand von Braunschweig-Wolfenbüttel-Bevern auf, jedoch kam er noch vor Beendigung der Schule, auf Veranlassung des Generalsuperintendenten Georg Nitsch, der ein Freund seines Vaters war, an das Gymnasium Ernestinum in Gotha, hierzu wohnte er im Haus von Georg Nitsch und diente diesem gleichzeitig als Sekretär und Gehilfe bei dessen wissenschaftlichen Arbeiten. Auf Veranlassung seines Vaters kam er im Herbst 1713 an das Joachimsthalsche Gymnasium in Berlin und beendete hier seine schulische Ausbildung 1714.
Gleich nach der Schule immatrikulierte er sich Ostern 1714 für ein Theologiestudium an der Universität Helmstedt und erwarb sich durch seine Beteiligung an den öffentlichen Disputationen, seine wissenschaftlichen Arbeiten und seine zahlreichen poetischen Abfassungen einen guten Ruf, dazu kam sein Geschick zu predigen. Herzog August Wilhelm von Braunschweig-Wolfenbüttel ließ ihn dann auch wiederholt während seines Sommeraufenthaltes auf seinem Lustschloss Langeleben in der Nähe von Schöningen vor sich predigen.
Nachdem sein Vater im Dezember 1716 verstorben war, erhielt Johann Friedrich Nolte die Stelle des Konrektors am Schöninger Gymnasium vom Herzog übertragen und trat im Januar 1717 sein Amt an, das er dreißig Jahre ohne Unterbrechung führte. Im Februar 1747 übertrug ihm der Herzog dann, als Nachfolger von Sigismund Andreas Cuno, das Rektorat des Gymnasiums. Die mehrfachen Angebote, auswärtige Rektorate, unter anderem am Johanneum in Hamburg und am Gymnasium in Braunschweig zu übernehmen, lehnte er ab.
Johann Friedrich Nolte war seit 1722 mit Eleonora Elisabeta Kunigunda (geb. Schneider) verheiratet und hatte einen Sohn:
Johann Andreas Nolte (* 1724; † 8. Juni 1798), Justizrat in Blankenburg.

### Philologisches Wirken
Johann Friedrich Nolte beschäftigte sich ausführlich mit philologischen Forschungen und erstellte hierzu 1744 sein Lexicon Latinae Linguae Antibarbarum, in dem er sich mit normwidrigen Ausdrucksweisen beschäftigte.

## Schriften (Auswahl)
- Animadversiones exegeticae. 1716.
- De libro iustorum, vom Buch der Redlichen. Helmstedt 1719.
- Disquisitio epist. de erudita inscitia theologo inprimis necessaria. 1728.
- Lexicon Latinae Linguae Antibarbarum. Leipzig und Helmstedt 1744.
- Vitam ac merita viri nobilissimi applisimi Sigismvndi Andreae Cunonis. Helmstedt 1747.